# チンボ郡
チンボ郡（チンボぐん、Cantón Chimbo、カントン・チンボ）はエクアドルの郡である。郡都はチンボ（サン・ホセ・デ・チンボ）。ボリーバル県に属する。2001年の調査では、チンボ郡の人口は15,005人であった。

## 人口統計
2010年調査による民族別人口を記す
- メスティーソ 92.1%
- インディヘナ 3.5%
- 白人 3.1%
- アフリカ系エクアドル人 1.0%
- モントゥビオ 0.4%
- その他 0.1%